# Dysdera valentina
Dysdera valentina là một loài nhện trong họ Dysderidae.
Loài này thuộc chi Dysdera. Dysdera valentina được Carles Ribera miêu tả năm 2004.